# Lawe Penanggalan
Lawe Penanggalan is een bestuurslaag in het regentschap Aceh Tenggara van de provincie Atjeh, Indonesië. Lawe Penanggalan telt 692 inwoners (volkstelling 2010).